# Egle polychaeta
Egle polychaeta är en tvåvingeart som beskrevs av Griffiths 2003. Egle polychaeta ingår i släktet Egle och familjen blomsterflugor. Inga underarter finns listade i Catalogue of Life.